# Allée couverte de l’Île Milliau
Die Allée couverte de l’Île Milliau (auch Trois-Tables-en-Place genannt) ist ein Galeriegrab, das auf der kleinen Gezeiteninsel Île Milliau liegt. 
Die etwa 23 Hektar große Gezeiteninsel liegt etwa 750 m vor dem Hafen von Trébeurden, etwa acht Kilometer nordwestlich von Lannion im Département Côtes-d’Armor in der Bretagne in Frankreich und ist bei Ebbe zu Fuß durch das Watt zu erreichen.

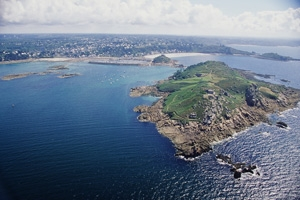
Île Milliau

Die relativ gut erhaltene, auf 3000 v. Chr. in die Jungsteinzeit datierte Allée couverte hat etwa 9,8 m Länge, 1,9 m Breite und ist innen etwa zwei Meter hoch. 12 Tragsteine befinden sich in situ. Beide Enden sind zerstört. Sie hat drei überstehende Decksteine (daher der Beiname „drei Tische“), die auf teilweise schiefstehenden Tragsteinen ruhen. Eine vierte Deckenplatte liegt am Boden.